# Nerocila orbignyi
Nerocila orbignyi är en kräftdjursart som först beskrevs av Félix Édouard Guérin-Méneville 1832.  Nerocila orbignyi ingår i släktet Nerocila och familjen Cymothoidae. Inga underarter finns listade i Catalogue of Life.